# Fraser Martin
Fraser Martin né à Greenock en Écosse le 5 octobre 1939 et mort à Hudson au Québec le 26 novembre 2016 est un juge de la Cour supérieure du Québec depuis le 18 juillet 1983.

## Procès de Charles Guité
En 2006, il préside du palais de justice de Montréal le procès très médiatisé de Charles Guité, ancien haut fonctionnaire du gouvernement du Canada accusé relativement au scandale des commandites qui a ébranlé le gouvernement libéral de Jean Chrétien, puis de Paul Martin.

## Procès de Robert Gillet
Fraser Martin a aussi présidé le procès de l'ex-animateur de radio de Québec, Robert Gillet, condamné dans une histoire de prostitution juvénile qui avait fait couler beaucoup d'encre, entre 2002 et 2004.